# Campionat britànic de motocròs 1981
La temporada de 1981 del Campionat britànic de motocròs fou la 30a edició d'aquest campionat, organitzat per l'ACU.

## Classificació final

### 500cc
| Posició | Pilot           | Motocicleta | Punts |
| ------- | --------------- | ----------- | ----- |
| 1       | Graham Noyce    | Honda       | 425   |
| 2       | Neil Hudson     | Yamaha      | 246   |
| 3       | Dave Watson     | Yamaha      | 224   |
| 4       | Geoff Mayes     | Suzuki      | 196   |
| 5       | Billy Aldridge  | Suzuki      | 195   |
| 6       | Jonathan Wright | Kawasaki    | 156   |
| 7       | Peter Mathia    | Yamaha      | 151   |
| 8       | Willie Simpson  | Husqvarna   | 147   |
| 9       | Bob Wright      | Maico       | 135   |
| 10      | Rob Hooper      | Maico       | 134   |

### 250cc
| Posició | Pilot           | Motocicleta | Punts |
| ------- | --------------- | ----------- | ----- |
| 1       | Jonathan Wright | Kawasaki    | 283   |
| 2       | Dave Tomasik    | KTM         | 239   |
| 3       | Peter Mathia    | Yamaha      | 149   |
| 4       | Paul Hunt       | Kawasaki    | 147   |
| 5       | Billy Aldridge  | Suzuki      | 137   |
| 6       | Roger Harvey    | Yamaha      | 136   |
| 7       | Geoff Mayes     | Suzuki      | 133   |
| 8       | Jeremy Whatley  | Suzuki      | 104   |
| 9       | Willie Simpson  | Husqvarna   | 95    |
| 10      | Dave Watson     | Yamaha      | 85    |

### 125cc
| Posició | Pilot           | Motocicleta | Punts |
| ------- | --------------- | ----------- | ----- |
| 1       | Jonathan Wright | Kawasaki    | 248   |
| 2       | Paul Hunt       | Kawasaki    | 235   |
| 3       | Roger Harvey    | Yamaha      | 221   |
| 4       | Jeremy Whatley  | Suzuki      | 200   |
| 5       | Billy Aldridge  | Suzuki      | 152   |
| 6       | Andy Nicholls   | KTM         | 105   |
| 7       | Vic Allan       | Kawasaki    | 99    |
| 8       | Howard Lucas    | Kawasaki    | 82    |
| 9       | Kevin Ruddock   | Honda       | 73    |
| 10      | Kurt Nicoll     | Kawasaki    | 56    |